# Катастрофа Ил-18 в Братиславе
Катастрофа Ил-18 в Братиславе — авиационная катастрофа, произошедшая 28 июля 1976 года в Братиславе с самолётом Ил-18В компании ČSA, в результате которой погибли 76 человек. В настоящее время эта авиационная катастрофа по числу жертв занимает второе место, как в нынешней Словакии, так и в истории чешской/чехословацкой авиации. Крупнейшая катастрофа чехословацкого самолёта на территории Чехословакии.

## Самолёт
Ил-18Б с бортовым номером OK-NAB (заводской — 189001605, серийный — 016-05) был выпущен заводом ММЗ «Знамя Труда» в 1959 году, а к 8 января 1960 года передан чехословацкой компании Československé aerolinie a.s. (ČSA), для которой стал вторым Ил-18 (первым был борт OK-NAA) и получил имя Košice. Также иногда пилоты называли самолёт Boženka (ласкательная форма имени Božena (Божена) - имя для буквы «Б» (OK-NAB) в чешском фонетическом алфавите). В апреле 1969 года авиалайнер был переделан в модель Ил-18В. Его салон имел пассажировместимость на 84 места.
Накануне самолёт вернулся из Ливии (по другим данным — Туниса), после чего экипаж сделал в журнале замечаний по самолёту запись о мигании индикатора неисправности двигателя № 4 (крайний правый). Однако данную неисправность было невозможно выявить на земле, поэтому техник ночью не смог её устранить. Тогда ČSA направила в Братиславу одного из техников, который должен был попробовать выявить неисправность сразу после посадки самолёта.

## Катастрофа
28 июля самолёт выполнял рейс OK 001 из Праги в Братиславу. Командиром (КВС) был Сватослав Роза (чеш. Svatoslav Rosa, налёт около 4500 часов), а вторым пилотом Иржи Ружичка (чеш. Jiří Růžička, налёт около 3500 часов). Также в кабине находились ещё 2 члена экипажа: штурман и, вероятно, бортмеханик. В салоне работали две стюардессы. Всего на борту находились 73 пассажира, включая 4 сотрудников компании ČSA. Утром, в 08:52, авиалайнер вылетел из Пражского аэропорта.
Без существенных замечаний экипаж долетел до Братиславы и в 09:35:10 перешёл на связь с диспетчером подхода. Самолёт был в 29 километрах от аэропорта и на эшелоне 90 (9 тысяч футов или 2750 метров), но диспетчер неправильно опознал их на радаре и решил, что тот находится в 44 километрах и на эшелоне 80 (8 тысяч футов или 2450 метров), то есть в 15 километрах дальше и на 300 метров ниже. Тогда диспетчер дал разрешение на снижение и  заходить на посадку с прямой. Чтобы выполнить такое указание, экипаж начал выполнять снижение на запредельной вертикальной скорости — 22 м/с, вместо стандартных 10 м/с и максимально допустимых 15 м/с, поступательная скорость вместо стандартных 270 км/ч доходила до 435 км/ч, поэтому экипаж убрал режим двигателей. При этом воздушные винты № 2 и 3 автоматически зафлюгировались. В 3800 метрах от торца ВПП при скорости 290 км/ч был начат выпуск закрылков, а в 2700 метрах от ВПП выпустили шасси. После крутого спуска экипаж находился в нервозном состоянии и плохо контролировал ситуацию.
В Братиславе в это время дул западный умеренный ветер (260° 7 м/с). К торцу ВПП Ил-18 подошёл на скорости 225 км/ч и на высоте 50 метров. Оценив ситуацию, командир тут же принял решение уходить на второй круг, поэтому дал команду увеличить мощность двигателей. Но тут произошёл отказ двигателя № 3, а его винт зафлюгировался. Увидев мигание лампы неисправности двигателя № 4, бортмеханик забыл, что это ложный сигнал, и выключил исправный двигатель № 4, тем самым самолёт теперь летел лишь на двух левых двигателях, из-за чего возник правый разворачивающий момент.
Диспетчер дал экипажу указание поворачивать влево, но авиалайнер продолжало разворачивать вправо, несмотря на максимальное отклонение руля направления влево. Бортмеханик, несмотря на малую высоту, попытался вновь запустить двигатель № 4, для чего перевёл винт данной установки в режим авторотации. Однако этим он только значительно усугубил ситуацию, так как винт, перейдя в режим авторотации, значительно увеличил лобовое сопротивление на правой части крыла. За три секунды Ил-18 перешёл в крен до 70°, развернулся и на скорости 195 км/ч в 09:37:30 врезался в озеро в районе курорта Золотые пески, после чего разломился на две части и затонул
Самолёт упал в черте города, поэтому спасательные работы были начаты сразу же. В оставшейся на плаву хвостовой части был сделан вырез, через который успели вытащить четырёх пассажиров. Все остальные на борту погибли. Также один из пассажиров позже скончался в больнице. Всего в катастрофе погибли 76 человек: 6 членов экипажа и 70 пассажиров, причём большинство погибли не от удара, а от утопления. По числу жертв это крупнейшая авиакатастрофа чехословацкой авиации в самой Чехословакии, вторая в Словакии и в истории чехословацкой авиации вообще, 15-я в истории Ил-18. Также это последняя крупная катастрофа в истории ČSA.

## Причины
По словам председателя следственной комиссии Ярослава Подзимека (чеш. Jaroslav Podzimek), это был первый в Чехословакии случай, когда самолёт упал в воду. Глубина озера достигала 17 метров, а обломки извлекались в течение 8 дней. Для расшифровки бортовой самописец был отправлен в Москву. По результатам расследования были установлены следующие причины:
- Использование реверса тяги на высоте до 1000 метров
- Нарушения в управлении РУД внутренних двигателей (№ 2 и 3)
- Снижение скорости на глиссаде ниже допустимого
- Ошибочное флюгирование винта двигателя № 4
- Нарушение в управлении механизацией на левой стороне крыла (с работающими двигателями)
- Попытка запуска двигателя № 4 на малой скорости и высоте — непосредственная причина катастрофы

## Альтернативные версии
Спустя 30 лет после катастрофы один из выживших пассажиров Яромир Кратохвил (чеш. Jaromír Kratochvíl) в интервью рассказывал, что спустя всего 20 минут вылета из Праги загорелся двигатель № 3. Однако сонные пассажиры этого не заметили. Экипаж запросил разрешения на посадку в аэропорту Брно, но ему отказали, так как там в это время находилась вьетнамская делегация. Аэропорт Вены предложил посадку у них, но по политическим мотивам экипаж отказался и продолжил полёт на трёх двигателях в Братиславу. Несмотря на популярность, у этой версии однако есть ряд нестыковок. В частности, экипаж при обнаружении пожара двигателя мог вернуться в Прагу. К тому же неясно, как сидящий в хвостовой части пассажир мог знать о запросах на посадку в Брно или Вене.